# دونالد براون (لاعب كرة قدم أمريكية)
دونالد براون (بالإنجليزية: Donald Brown)‏ هو لاعب كرة قدم أمريكية أمريكي، ولد في 28 نوفمبر 1963 في أنابولس في الولايات المتحدة.

## وصلات خارجية
- دونالد براون على موقع مرجع كرة القدم المحترفة.كوم (الإنجليزية)
- دونالد براون على موقع JustSportsStats.com (الإنجليزية)